# 莱维尼亚克 (朗德省)
莱维尼亚克（法語：Lévignacq，法語發音：[leviɲak]）是法国朗德省的一个市镇，属于达克斯区。

## 地理
莱维尼亚克（44°0'18"N, 1°10'3"W）面积42.32 平方千米，位于法国新阿基坦大区朗德省，该省份为法国西南部沿海省份，是法國本土面积第二大的省，北起吉倫特省，西临大西洋，南至大西洋比利牛斯省，东临热尔省，东北与洛特-加龍省接壤。
与莱维尼亚克接壤的市镇（或旧市镇、城区）包括：莱斯珀龙、兰克斯、利特和米克斯、梅佐斯、于扎。

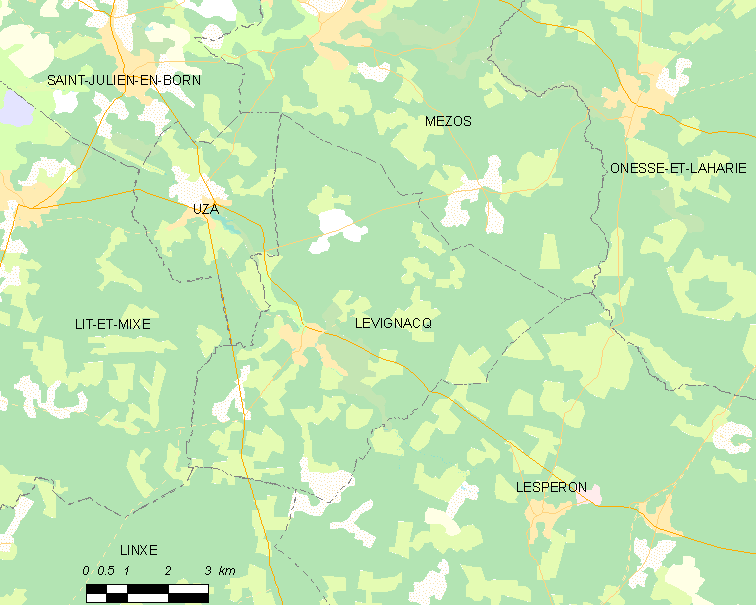
的OSM定位图

莱维尼亚克的时区为UTC+01:00、UTC+02:00（夏令时）。

## 行政
莱维尼亚克的邮政编码为40170，INSEE市镇编码为40154。

## 政治
莱维尼亚克所属的省级选区为银色海岸县。

## 人口

1962-2008年间人口变化图示

莱维尼亚克于2022年1月1日时的人口数量为345人。